# Arsenat de calci
L'arsenat de calci és un compost inorgànic amb fórmula Ca₃(AsO₄)₂. És un sòlid incolor, es va fer servir originalment com a plaguicida i com a antisèptic. És altament soluble en aigua, en comparació amb l'arsenat de plom, fet que el fa més tòxic.

## Preparació
L'arsenat de calci es prepara generalment a partir d'hidrogen arsenat de sodi i clorur de calci: 
2 Na₂H[AsO₄] + 3 CaCl₂ → 4 NaCl + Ca₃[AsO₄]₂ + 2 HCl
Durant la dècada del 1920, va ser produït en gran cubetes mitjançant la barreja d'òxid de calci i òxid arsènic. Als Estats Units, 1.360 tones mètriques van ser produïdes l'any 1919, 4.540 l'any 1920, i 7.270 l'any 1922.
La composició d'arsenat de calci comercial varia segons el fabricant. Una composició típica és 80-85% de Ca₃(AsO4)₂, un arsenat bàsic probablement amb una composició de 4CaO·As₂O₅ juntament amb hidròxid de calci i carbonat de calci.

## Ús com a plaguicida
En el passat l'arsenat de calci es va fer servir com a herbicida i insecticida. Durant el 1942 es van produir 38.000 tones, principalment per a la protecció dels cultius de cotó. L'arsenat de calci és altament tòxic i carcinogen. La seva elevada toxicitat va resultar en el desenvolupament del DDT.